# Madarász Imre (irodalomtörténész)
Madarász Imre (Budapest, 1962. május 1. –) irodalomtörténész, italianista, író.

## Életpályája
1975 és 1982 között Milánóban élt. Gimnáziumi tanulmányait egy itteni humángimnáziumban végezte. Egyetemi tanulmányait  a Milánói Állami Tudományegyetemen kezdte meg, és 1988-ban a budapesti Eötvös Loránd Tudományegyetemen  fejezte be, ahol magyar-olasz szakos tanári diplomát szerzett.
Ösztöndíjas évei után 1987-től 1991-ig gimnáziumi tanár volt. Az ELTE Olasz Tanszékén 1988 óta, míg a debreceni Kossuth Lajos Tudományegyetemen (Debreceni Egyetemen) 1990 óta  tanít. A KLTE Régi Magyar Irodalom Tanszékén 1990 és 1993 között tanársegéd és adjunktus volt.  A KLTE-n 1992-től megszervezte és 1993-tól 2011-ig egyetemi docensként vezette az Olasz Tanszéket és az Olasz Felvilágosodás és Romantika Kutatóközpontot.
Előadásokat tartott számos nemzetközi konferencián.
A Debreceni Egyetem irodalomtudományi doktori programjában alapító tagként és alprogram-vezetőként vesz részt.

## Díjai, elismerései
- tudományos ösztöndíj (1988–1991)
- rektori dicséret (1997)
- Pro Scientia vezetőtanári oklevél (2 alkalommal)
- Széchenyi Professzori Ösztöndíj
- Széchenyi István Ösztöndíj (2002)
- az Olasz Köztársaság Érdemrendjének Lovagja (2002)

## Tudományos fokozatai
- az irodalomtudomány kandidátusa (1992)
- 1996-tól az MTA köztestületi tagja az Irodalomtudományi Bizottságban
- habilitált doktor (1998)

## Szervezeti tagságai
- Nemzetközi Magyarságtudományi Társaság
- Modern Filológiai Társaság
- Magyar Politikatudományi Társaság
- Magyar Filozófiai Társaság
- Magyar Irodalomtörténeti Társaság
- Magyar Írószövetség
- Kölcsey Társaság
- Associazione Internazionale degli Studiosi di Lingua e Letteratura Italiana
- Mazzini Society
- Magyar Dantisztikai Társaság
- Olasz-Magyar Kulturális Együttműködési Bizottság
- Associazione Culturale Italoungherese del Friuli Venezia Giulia „Pier Paolo Vergerio”
- Comitato Scientifico Internazionale di Polis
- az AIPI (Associazione Internazionale dei Professori di Italiano) tagja
- a Salvatore Quasimodo Költőverseny, a Kassák Lajos Irodalmi Díj, és a Premio Strega Europeo kuratóriumának tagja
- az Alpok-Adria Regionális Közösség alelnöke
- a Magyar Művészeti Akadémia tutora
- a Csoóri Sándor Társaság alapító tagja
- a Művészetbarátok Egyesülete elnökségi tagja

## Főbb művei
1984 és  2020 között összesen 1760 publikációja jelent meg.
- A "zsarnokölő" Alfieri; Pannon, Budapest, 1990
- Kölcsey, Eötvös, Madách; Pannon, Budapest, 1990
- "Zengj, hárfa!". Tanulmányok a magyar felvilágosodás és reformkor lírájáról. Verselemzések; OPKM, Budapest, 1990
- Manzoni; Rovó-kiadványok, Budapest, 1991
- A megírt élet. Vittorio Alfieri Vita című önéletrajzának elemzése; Rovó, Budapest, 1992
- Mazzini, az apostol; Tankönyvkiadó, Budapest, 1992
- Az olasz irodalom története; Nemzeti Tankönyvkiadó, Budapest, 1993
- Az Alpokon innen és túl... A francia forradalom hatása az olasz irodalomra; Nemzeti Tankönyvkiadó, Budapest, 1995 (Italianistica Debreceniensis. Monográfiák)
- Kalandozások az olasz Parnasszuson. Italianisztikai tanulmányok; Eötvös, Budapest, 1996
- Olasz váteszek. Alfieri, Manzoni, Mazzini. Oktatási segédanyag; Eötvös, Budapest, 1996
- "Titus íve alatt". Az antik Róma öröksége az olasz felvilágosodás és romantika irodalmában; Eötvös, Budapest, 1998
- Az olasz irodalom története; 5. javított kiadás; Eötvös, Budapest, 1998
- "Az emberélet útjának felén". Italianisztika jelen időben; Eötvös, Budapest, 1999
- Századok, könyvek, lapok. Magyar és világirodalmi tanulmányok; Hungarovox, Budapest, 1999
- "Kik hallgatjátok szerteszórt dalokban...". Olasz klasszikusok – mai olvasók; Hungarovox, Budapest, 2000
- Letérés. Történet a múlt évezredből; Hungarovox, Budapest, 2000
- "Költők legmagasabbja". Dante-tanulmányok; Hungarovox, Budapest, 2001
- Az érzékek irodalma. Erotográfia és pornográfia az olasz irodalomban; Hungarovox, Budapest, 2002
- "Örök megújhodások". Születés, újjászületés, feltámadás az olasz irodalomban; Hungarovox, Budapest, 2003
- Vittorio Alfieri életműve. Felvilágosodás és Risorgimento, klasszicizmus és romantika között; Hungarovox, Budapest, 2004
- "Legendák ébredése". Karczag György, az ismeretlen remekíró; Hungarovox, Budapest, 2005
- Irodalomkönyvecske; Hungarovox, Budapest, 2005
- Romanitas alfieriana e altri saggi sulla letteratura italiana e sui rapporti letterari italo-ungheresi; DelleCarte, Roma, 2006
- Halhatatlan Vittorio. Alfieri utóélete: kultusz és kritika; Hungarovox, Budapest, 2006
- Antiretró. Portrék és problémák a pártállami korszak irodalmi és tudományos életéből; Hungarovox, Budapest, 2007
- Kultusz, vita, feledés. Olasz irodalom- és kultúrtörténeti tanulmányok; Hungarovox, Budapest, 2008
- A legfényesebb századforduló. Tanulmányok a XVIII-XIX. század olasz irodalmáról; Hungarovox, Budapest, 2009
- Változatok a halhatatlanságra. Olasz irodalmi tanulmányok; Hungarovox, Budapest, 2011
- Két máglya. Savonarola és Giordano Bruno; Hungarovox, Budapest, 2014
- Klasszikus kapcsolatok. Összehasonlító italianisztika; Hungarovox, Budapest, 2015
- "Ámor és én". Petrarca-versek elemzése; Hungarovox, Budapest, 2016
- A nagy háború nagy költője. Giuseppe Ungaretti és az első világháború; Hungarovox, Budapest, 2017
- "A szabad ember példaképe". Alfieri-versek elemzése; Hungarovox, Budapest, 2018
- Magasságok magánya. Olasz klasszikusok közelében; Hungarovox, Budapest, 2020